# Ilisia parchomenkoi
Ilisia parchomenkoi là một loài ruồi trong họ Limoniidae. Chúng phân bố ở miền Cổ bắc.